# Abajur
Abajur (do francês abat-jour, que significa “abaixar a luz” ou "quebra-luz")  é o objeto que resguarda a luz e que lhe atenua a intensidade. As formas mais comuns são cônicas e cilíndricas, feitas de uma grande variedade de materiais.

## História

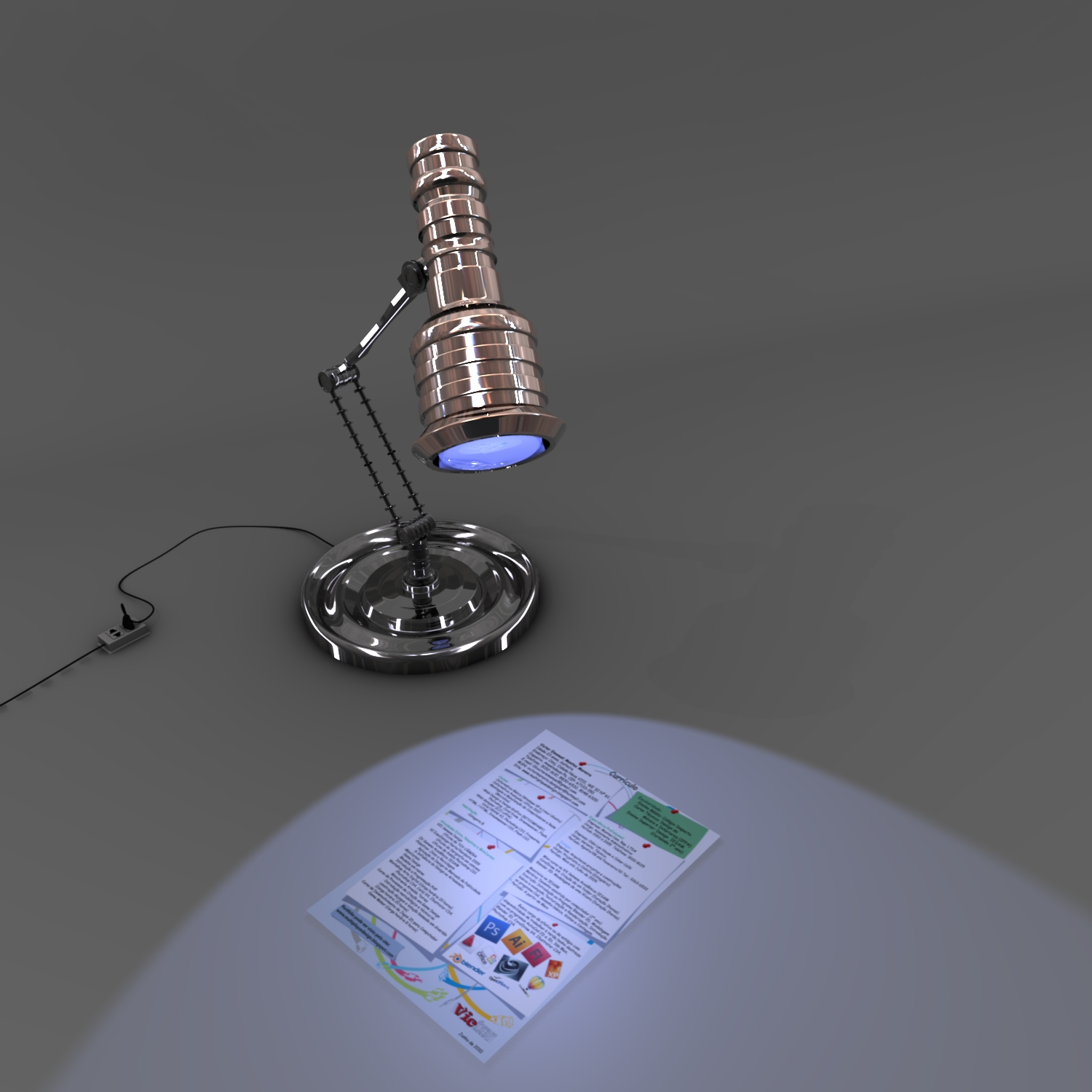
Um abajur em formato de luneta.

Sua história começa no século XVI no centro de Paris, em cujas ruas ocorreu sua primeira aparição pública. As primeiras luminárias públicas em Milão foram financiadas por receitas da Loto, data de 1784. Estas foram luminárias contendo uma lâmpada de petróleo. Um semi-esférico refletor acima do projetor chama a luz para baixo, enquanto outro refletor, levemente côncavo e perto da chama, serviu para direcionar a luz ultimamente.
Friedrich Albert Winsor primeiro teve o jornal de industrialização iluminação através da produção de gás em uma fábrica e distribuindo-a através de um gasoduto. Nas primeiras décadas do século XIX, as empresas concorrentes estabeleceram lampiões a gás e a primeira rede de gás nas grandes cidades. Mas havia temores de explosão e de intoxicação.
A chama alimentada pelo gás que sai do bocal foi intensa, uniforme e ajustável, branca e brilhante ou avermelhada em vez de laranja, com o petróleo como lâmpadas ou velas.
As desvantagens do gás na iluminação foram o sobreaquecimento do ar e o consumo extremamente elevado de oxigênio, tornando necessária a ventilação da sala ou o isolamento da chama, separando a sala onde a combustão teve lugar.
Em 1879, Joseph Swan e Thomas Edison desenvolveram independentemente - combinar e aperfeiçoar elementos já existentes decorrentes da investigação de Humphry Davy, De Moleyn e Göbel - o filamento incandescente, lâmpada elétrica.
Para disfarçar a intensa luz elétrica, luminárias foram utilizadas. Algumas foram feitas por Tiffany em vidro colorido. A grande vantagem da lâmpada elétrica foi a ausência de chama e vestígios de combustão, evitando, assim, todos os riscos de intoxicação, explosão ou incêndio. No início, o filamento carbonizado foi feita de fibras vegetais e, em seguida, fibras de bambu e, finalmente, ligas metálicas, até que no início do século XX inventou o filamento de tungstênio, e em 1904 foi estabelecido.